# Schwarznasenhai
Der Schwarznasenhai (Carcharhinus acronotus) ist eine Art der Gattung Carcharhinus innerhalb der Requiemhaie (Carcharhinidae). Die Art ist in den Gewässern der Ostküste Nord- und Südamerikas sowie im Golf von Mexiko verbreitet.

## Aussehen und Merkmale
Der Schwarznasenhai ist ein mittelgroßer Hai mit einer maximalen Körperlänge von etwa 200 cm und Durchschnittslängen von 125 Zentimeter bei einem Gewicht von etwa 10 Kilogramm. Er hat eine graue Körperfarbe und einen auffälligen schwarzen Fleck an der Schnauzenspitze im Bereich der Nase oder kurz darunter. Der Fleck ist vor allem bei Jungtieren deutlich ausgeprägt und verblasst später. Die zweite Rückenflosse und der obere Lobus der Schwanzflosse besitzen dunkle bis schwarze Flecken.
Er besitzt eine Afterflosse und zwei Rückenflossen. Dabei ist die erste Rückenflosse klein und liegt leicht auf der Höhe der freien Enden der Brustflossen. Auch diese sind klein im Vergleich zu verwandten Arten. Wie alle Arten der Gattung besitzen die Tiere fünf Kiemenspalten und haben kein Spritzloch.
Der Schwarznasenhai gleicht im Habitus anderen Arten der Gattung Carcharhinus mit langer und abgerundeter Schnauze, aufgrund der auffälligen schwarzen Schnauzenspitze besteht jedoch keine Verwechslungsgefahr.

## Lebensweise
Der Schwarznasenhai ist eine häufige Küsten- und Flachwasserart, die vor allem über sandigem und korallenartigem Untergrund zu finden ist. Er ernährt sich räuberisch vor allem von verschiedenen Fischen der Uferzonen wie den Meerbrassen (Sparidae). Er selbst wird von größeren Haiarten gejagt.
Die Haie sind lebendgebärend und bilden eine Dottersack-Plazenta aus (plazentale vivipar). Die Weibchen bekommen nach einer Tragzeit von 8 bis 9 Monaten in einem Wurf zwischen 3 und 6 Jungtiere mit einer Länge von etwa 40 bis 50 cm. In der Region um Florida liegt die Gebärzeit in den Monaten Januar bis April, für andere Populationen liegen keine Daten vor. Dabei bevorzugen die Weibchen küstennahe Zonen, die als nursery grounds bezeichnet werden. Innerhalb von zwei Jahren erreichen die Jungtiere die Geschlechtsreife bei einer Körperlänge von etwa 100 Zentimeter.

## Verbreitung

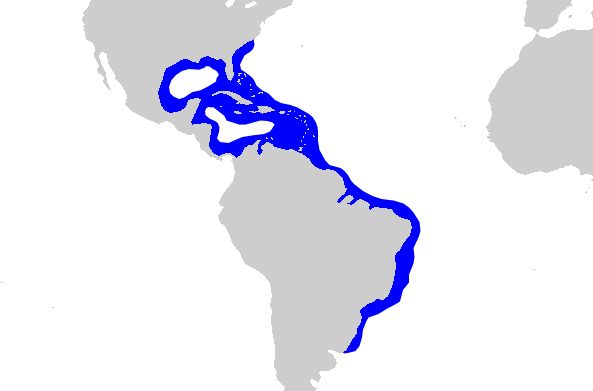
Verbreitungsgebiete des Schwarznasenhais

Der Schwarznasenhai ist im westlichen Atlantischen Ozean in tropischen Gewässern im Gebiet zwischen den Breitengraden 40°N - 37°S und den Längengraden 100°W - 33°W verbreitet. Er lebt in den Küstengebieten Nordamerikas von South Carolina bis Florida, an den Bahamas und dem Golf von Mexiko sowie an der südamerikanischen Ostküste bis nach Südbrasilien. Dabei kommt er vor allem in flachen Gewässern über dem Kontinentalschelf vor.

## Bedeutung für den Menschen
Der Schwarznasenhai wird generell als harmlos eingestuft, dabei wurde bei dieser Art wie bei anderen Verwandten das so genannte Drohschwimmen (hunching) beobachtet.

## Gefährdung
In seinem gesamten Verbreitungsgebiet ist dieser Hai wahrscheinlich Beifang und auch Ziel von Fischerei. Ein Problem stellen US-amerikanische Schleppnetze die zum Fang von Garnelen genutzt werden dar, im gesamten Golf von Mexiko und an der karibischen Küste Südamerikas wird diese Methode intensiv genutzt. Dies führt zu einer Überfischung dieser Art und tötet meist junge Tiere und stellt dabei die größte Gefahr für die Bestände dar. In den genannten Verbreitungsgebieten bestehen jedoch keine Informationen über Fangquoten oder Populationsentwicklungen. Verfügbare Daten kommen aus Nord- und Nordostbrasilien, diese geben keine Hinweise auf schrumpfende Populationen. Geschlechtsreife Tiere kommen in dieser Region häufig vor. Andere Entwicklungen zeigen sich in den US-amerikanischen Populationen. Dort wird seit dem Jahr 2000 ein vermehrter Rückgang verzeichnet. Um diesen Rückgang auszugleichen, müssen Maßnahmen gesetzt werden.
Weitere Daten sollten erhoben werden, da es nicht genau klar ist, welche Auswirkungen Fischerei grundsätzlich im gesamten Verbreitungsgebiet hat. Darüber hinaus sollten Wachstumsraten der Populationen überwacht werden. Aufgrund dieser Entscheidungsgrundlage wird der Schwarznasenhai seit 2008 von der IUCN als potenziell gefährdet eingestuft.

## Belege